# Torsten Nilsson
Harald Torsten Leonard Nilsson, né le 1er avril 1905 à Nevishög en Scanie, mort le 14 décembre 1997 à Stockholm, est un homme politique, député et ministre suédois.

## Formation et carrière
Après des études secondaires à vocation professionnelle, Torsten Nilsson étudie en Allemagne, puis travaille comme maçon de 1922 à 1929. 
En 1927, il est nommé en Scanie secrétaire de la section locale des jeunesses sociales-démocrates (SSU), avant d'occuper le poste de président national de ces mêmes SSU de 1934 à 1940. Il est ensuite premier secrétaire du parti social-démocrate de 1940 à 1945, ministre des Communications de 1945 à 1951, ministre de la Défense de 1951 à 1957, ministre des Affaires sociales de 1957 à 1962 et enfin ministre des Affaires étrangères de 1962 à 1971. Il est également parlementaire de 1941 à 1976.

## Vie personnelle
Fils de maçon, Torsten Nilsson se marie en 1935 avec Vera Månsson. Il a deux enfants, Lars Edvard, né en 1941, et Kristina Agneta, née en 1948.

## Œuvres de Torsten Nilsson
- (sv) Torsten Nilsson, Människor och händelser i Norden, Stockholm, Tiden, 1977, 404 p. (ISBN 9155021077 et 978-9-1550-2107-8, OCLC 4777432).
- (sv) Torsten Nilsson, Lag eller näve, Stockholm, Tiden, 1980, 252 p. (ISBN 9155024491 et 978-9-1550-2449-9, OCLC 7272496).
- (sv) Torsten Nilsson, Utanför protokollet, Stockholm, Tiden, 1986 (ISBN 9155031544 et 9789155031541, OCLC 17209552).